# Юнско въстание 1848
Юнското въстание от 1848 г. е въстание на парижкия пролетариат на 23-26 юни, предизвикано от настъплението на буржоазната реакция срещу демократичните права и свободи, извоювани от трудещите се в резултат на Революцията във Франция през 1848 г.
Решението на правителството да закрие националните работилници, организирани за безработните, е повод за въстанието, в което участват около 45 000 работници и дребни занаятчии. Въстаниците се борят за нова конституция, за създаване на работнически производствени асоциации, за запазване на националните работилници, за разпускане на Учредителното събрание и др. Юнското въстание е потушено от правителствените войски с изключителна жестокост. Главна причина за неуспеха му е липсата на подкрепа от селячеството и
градската дребна буржоазия.